# Stephanoaetus mahery
El águila coronada malgache (Stephanoaetus mahery), también conocida como el águila azor de Madagascar, fue una gran ave de presa, comparable en tamaño a la actual águila coronada africana, que como indica su nombre habitó en Madagascar hasta el año 1500 después de Cristo. Probablemente se alimentaba de lémures. El comportamiento precavido frente a los depredadores aéreos mostrado por los lémures actuales se pudo haber originado en parte en respuesta a esta ave y a otro tipo de águila extinta de Madagascar del género Aquila (las actuales aves rapaces malgaches parecen ser una amenaza solamente para los miembros juveniles de las especies diurnas de lémures grandes).
Seguramente se encontraba entre los superdepredadores de los bosques de Madagascar junto con el fosa gigante y las dos especies nativas de cocodrilos. Probablemente se extinguió debido a la sobrecaza de sus presas por parte de los humanos, y tal vez por la pérdida de hábitat y la caza. Se ha propuesto que el avistamiento de esta ave, combinada con la de los huevos del ave elefante, son la fuente de los relatos sobre el Ave Roc.